# Pseudobiceros
Pseudobiceros es un género de gusanos planos marinos del orden Polycladida.

 
Sus especies proceden del género Pseudoceros, y de recientes descubrimientos y descripciones de nuevas especies. No obstante existen actualmente varias especies no descritas, pero reconocidas morfológicamente y fotografiadas, por lo que es razonable esperar en fechas próximas la identificación de nuevas especies y el correspondiente incremento del listado es especies válidas.
Sus especies tienen coloridos muy llamativos, anunciando a posibles predadores de su toxicidad, en un ejercicio de aposematismo. Cuando lo necesitan son capaces de nadar distancias moderadas, ondulando sus aplanados cuerpos con elegancia y vistosidad.

## Morfología
El cuerpo es alargado, ovalado, estrechándose algo en la parte posterior, suave y delicado, con una elevación central. Poseen un margen ondulado. Con pseudotentáculos bien desarrollados en forma de orejas o cuadrados. Presentan unos pequeños puntos oculares cerebrales en forma de herradura, con entre 20 y 200 ojos en filas semicirculares, donde el punto ocular puede estar situado en un área libre de forma ovalada o salpicado en los extremos anterior y posterior. Los ojos pseudotentaculares dorsales se agrupan en cuatro zonas alargadas, y los ventrales en cuatro grupos densos en la zona media sobre los pseudotentáculos, con cientos de ojos.

La faringe anterior es oval con 10 a 20 pliegues faríngeos simples de poca profundidad. El intestino se extiende por dos tercios de la longitud del cuerpo, con numerosas ramas laterales sumamente estrechas y que no llegan a la parte final del intestino, normalmente en anastomosis. Dos poros masculinos se sitúan simétricamente más atrás de la faringe y pueden ser, bien tan pequeños y juntos que asemejan uno sólo, o ser grandes y distanciados.

El poro femenino está entre los masculinos, aunque algo más retrasado. La ventosa, generalmente pequeña y desapercibida, está situada mucho más atrás, entre tres y cinco veces la distancia entre los gonoporos. Los órganos copulatorios masculinos son dobles, lo que les distingue del género Pseudoceros, al que pertenecían hasta que en 1984 Faubel los diferenció en nuevo género. Estos órganos copulatorios cuentan cada uno con su vesícula seminal y una papila-pene, armada de un pequeño y agudo estilete esclerótico. Los testículos son numerosos y ubicados ventralmente. La vesícula prostática está orientada anterodorsalmente al complejo masculino.

## Distribución
Se distribuyen en aguas tropicales del océano Indo-Pacífico. Desde Madagascar y el mar Rojo hasta el Pacífico central.

## Especies
El Registro Mundial de Especies Marinas reconoce las siguientes especies en el género:
- Pseudobiceros apricus Newman & Cannon, 1994
- Pseudobiceros bedfordi (Laidlaw, 1903)
- Pseudobiceros brogani Newman & Cannon, 1997
- Pseudobiceros caribbensis Bolanos, Quiroga & Litvaitis, 2007
- Pseudobiceros cinereus (Palombi, 1931)
- Pseudobiceros damawan Newman & Cannon, 1994
- Pseudobiceros dendriticus (Prudhoe, 1989)
- Pseudobiceros evelinae (Marcus, 1950)
- Pseudobiceros ferrugineus (Hyman, 1959)
- Pseudobiceros flavocanthus Newman & Cannon, 1994
- Pseudobiceros flavolineatus (Prudhoe, 1989)
- Pseudobiceros flavomarginatus (Laidlaw, 1902)
- Pseudobiceros flowersi Newman & Cannon, 1997
- Pseudobiceros fulgor Newman & Cannon, 1994
- Pseudobiceros fulvogriseus (Hyman, 1959)
- Pseudobiceros gardinieri (Laidlaw, 1902)
- Pseudobiceros gloriosus Newman & Cannon, 1994
- Pseudobiceros hymanae Newman & Cannon, 1997
- Pseudobiceros izuensis (Kato, 1944)
- Pseudobiceros kryptos Newman & Cannon, 1997
- Pseudobiceros micronesianus (Hyman, 1955)
- Pseudobiceros mikros Newman & Cannon, 1997
- Pseudobiceros miniatus (Schmarda, 1859)
- Pseudobiceros murinus Newman & Cannon, 1997
- Pseudobiceros nigromarginatus (Yeri & Kaburaki, 1918)
- Pseudobiceros pardalis (Verrill, 1900)
- Pseudobiceros periculosus Newman & Cannon, 1994
- Pseudobiceros philippinensis (Kaburaki, 1923)
- Pseudobiceros rubrocinctus (Schmarda, 1859)
- Pseudobiceros schmardae Faubel, 1984
- Pseudobiceros sharroni Newman & Cannon, 1997
- Pseudobiceros splendidus (Lang, 1884)
- Pseudobiceros stellae Newman & Cannon, 1994
- Pseudobiceros strigosus (Marcus, 1950)
- Pseudobiceros undulatus (Kelaart, 1858)
- Pseudobiceros uniarborensis Newman & Cannon, 1994
- Pseudobiceros viridis (Kelaart, 1858)
- Pseudobiceros wirtzi Bahia & Schroedl, 2016

Especies reclasificadas por sinonimia:
- Pseudobiceros bajae (Hyman, 1953) aceptada como Cryptobiceros bajae (Hyman, 1953)
- Pseudobiceros cincereus (Palombi, 1931) aceptada como Pseudoceros cinereus Palombi, 1931 aceptada como Pseudobiceros cinereus (Palombi, 1931)
- Pseudobiceros gardineri (Laidlaw, 1902) aceptada como Pseudobiceros gardinieri (Laidlaw, 1902)
- Pseudobiceros gratus (Kato, 1937) aceptada como Pseudobiceros strigosus (Marcus, 1950)
- Pseudobiceros hancockanus (Collingwood, 1876) aceptada como Pseudoceros hancockanus (Collingwood, 1876)

## Galería

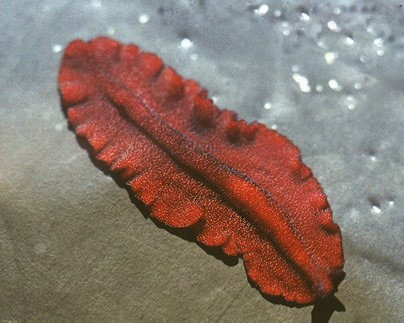
Pseudobiceros apricus
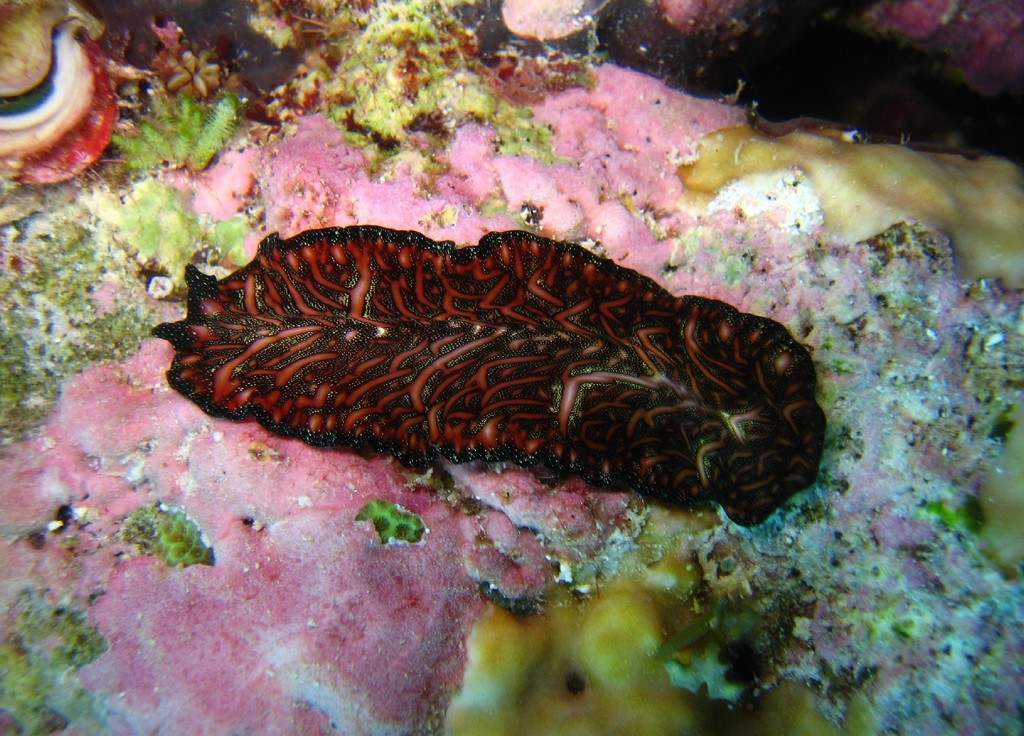
Pseudobiceros bedfordi
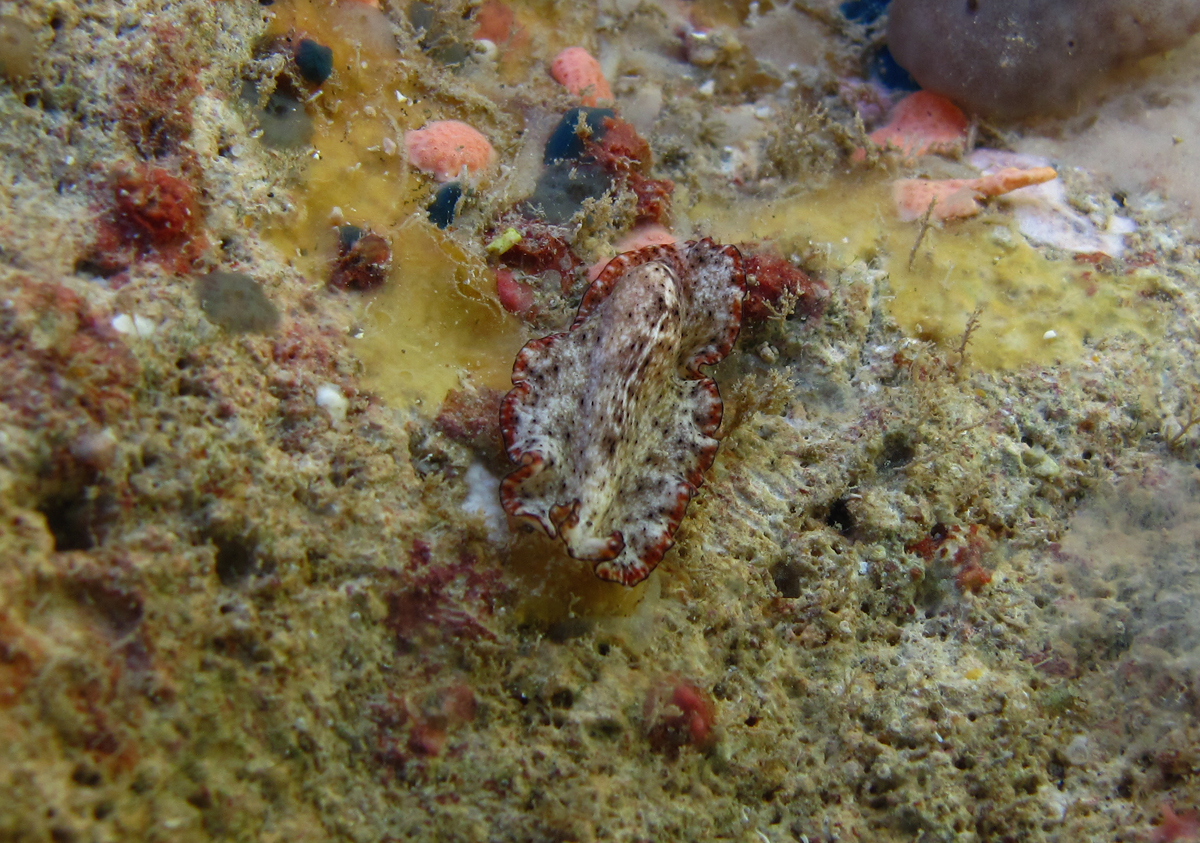
Pseudobiceros damawan
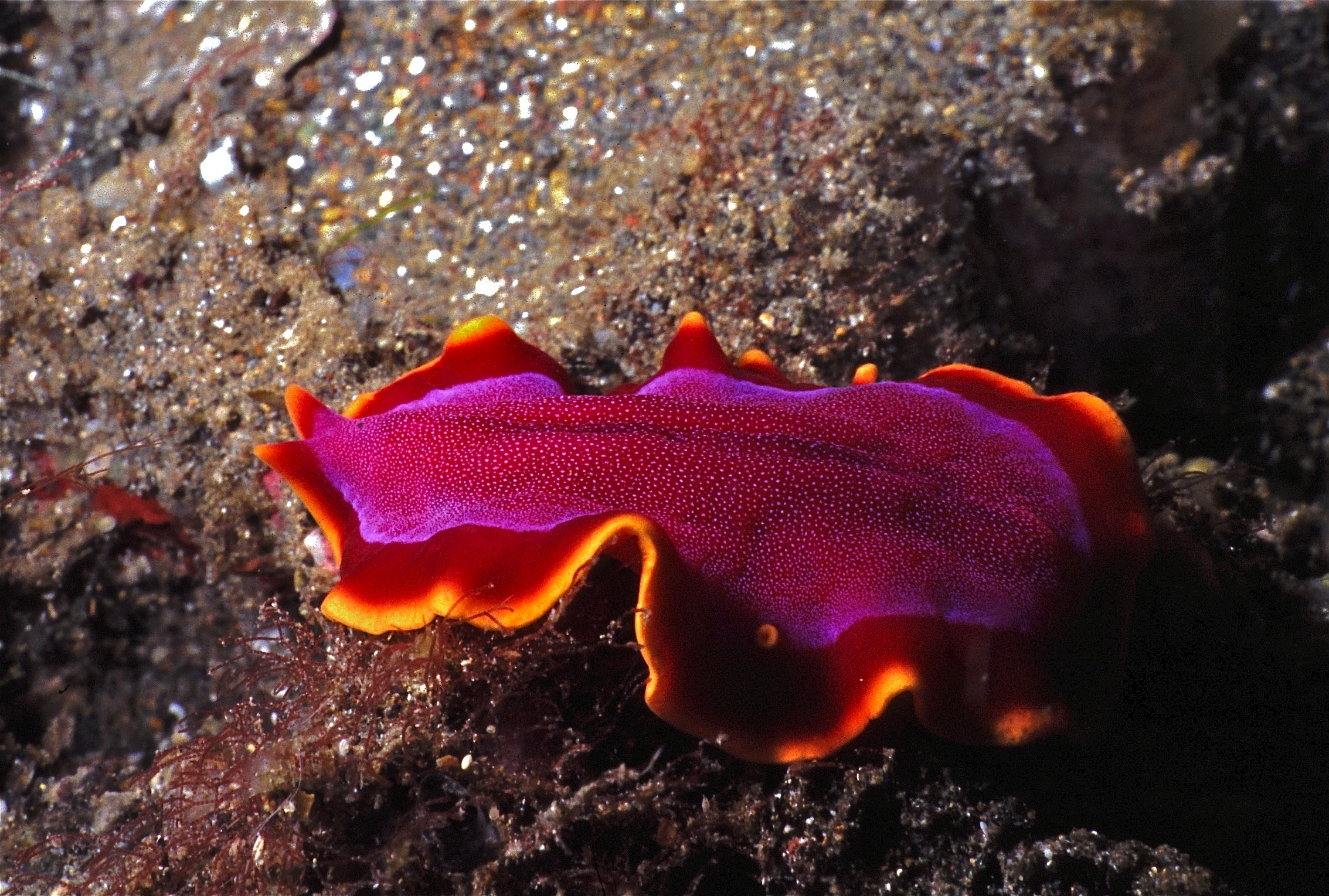
Pseudobiceros ferrugineus
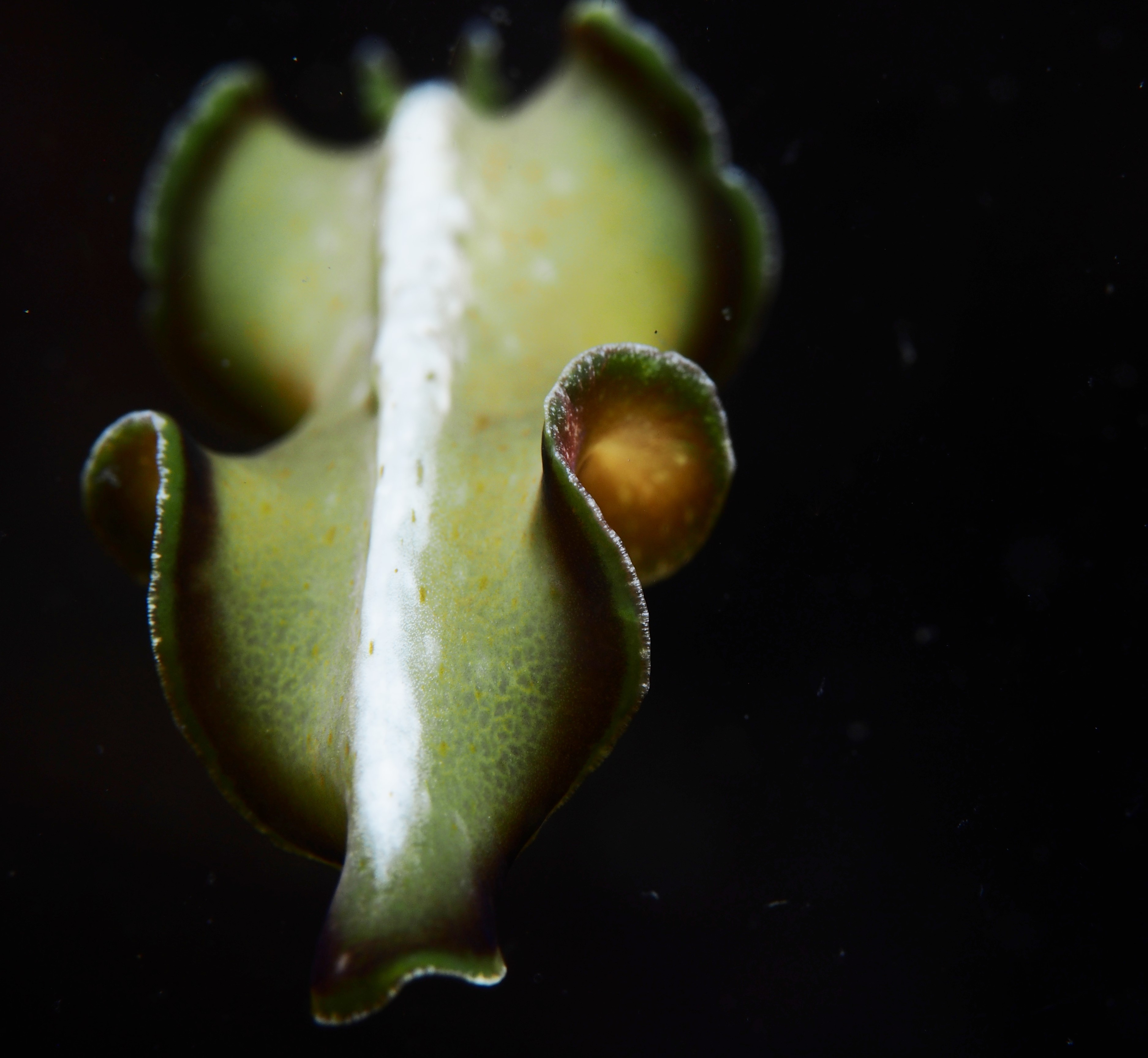
Pseudobiceros flowersi
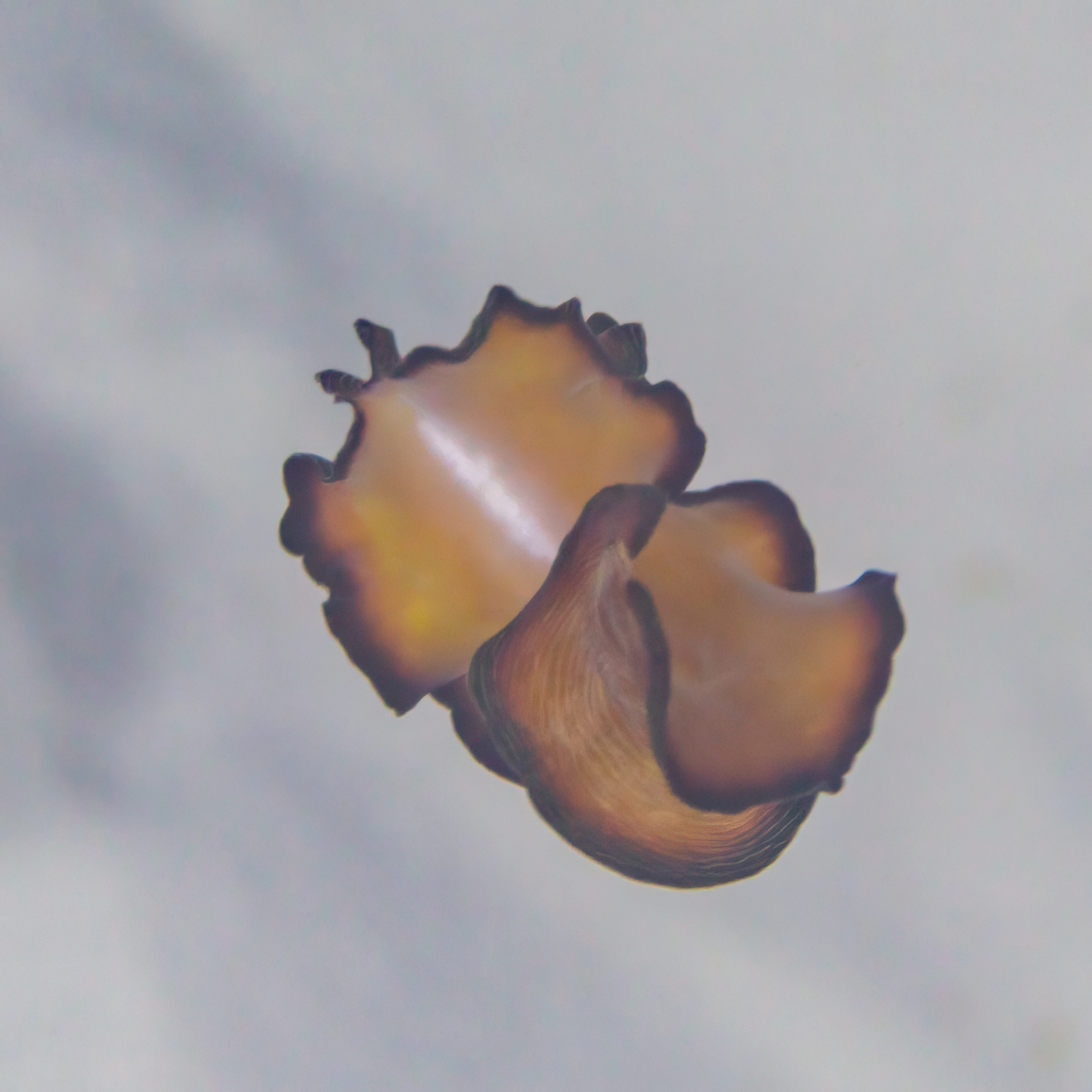
Pseudobiceros fulgor
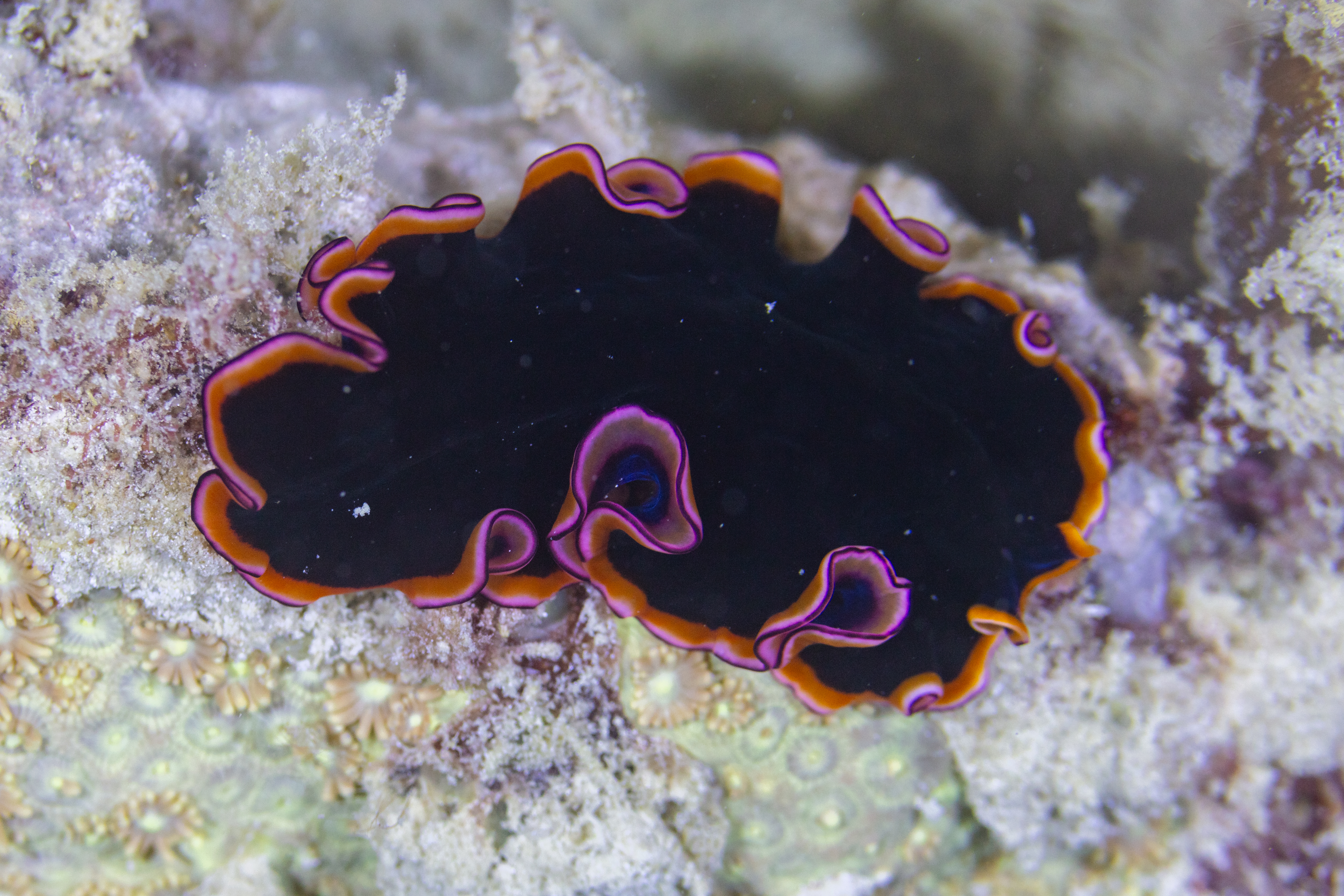
Pseudobiceros gloriosus
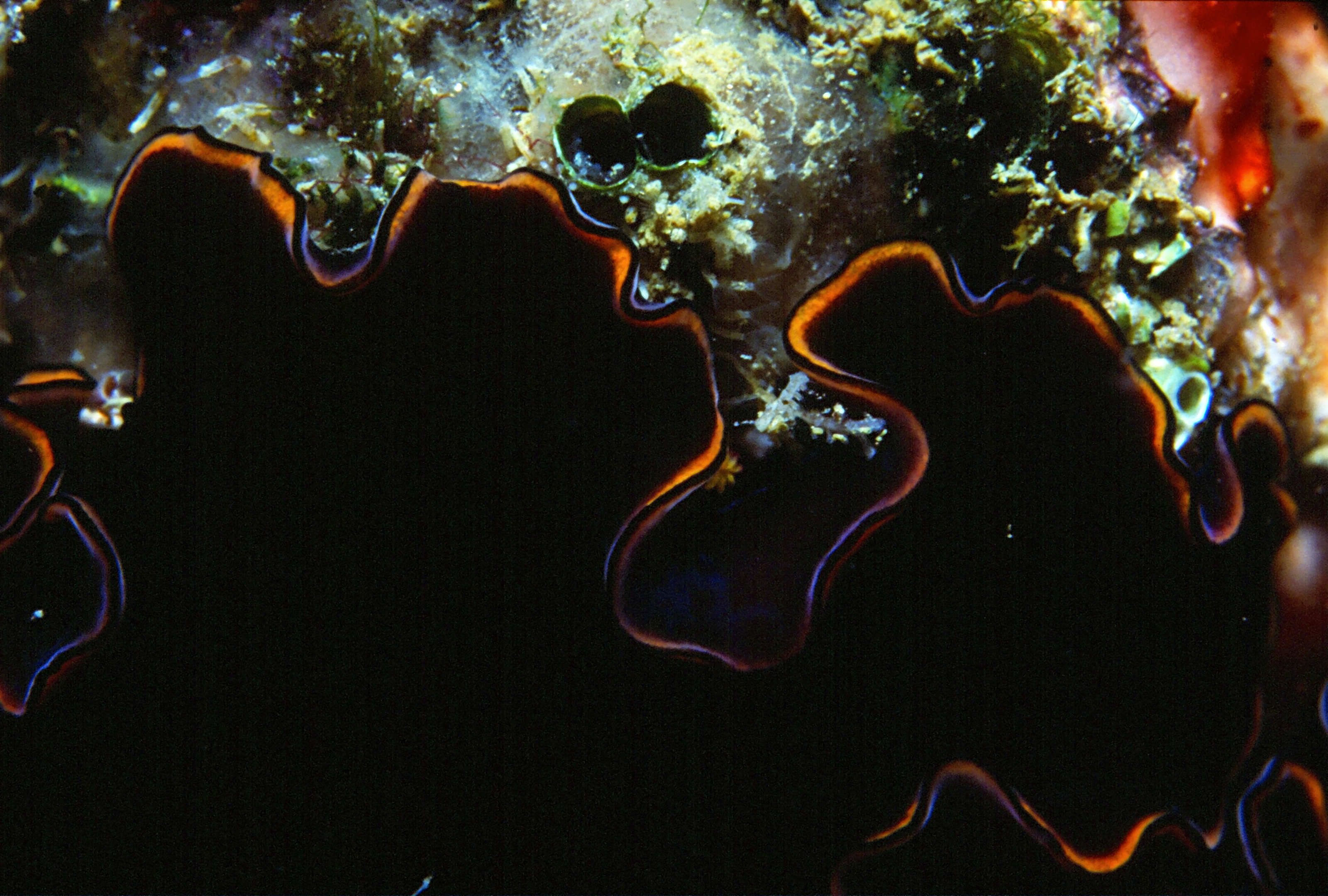
Pseudobiceros hymanae
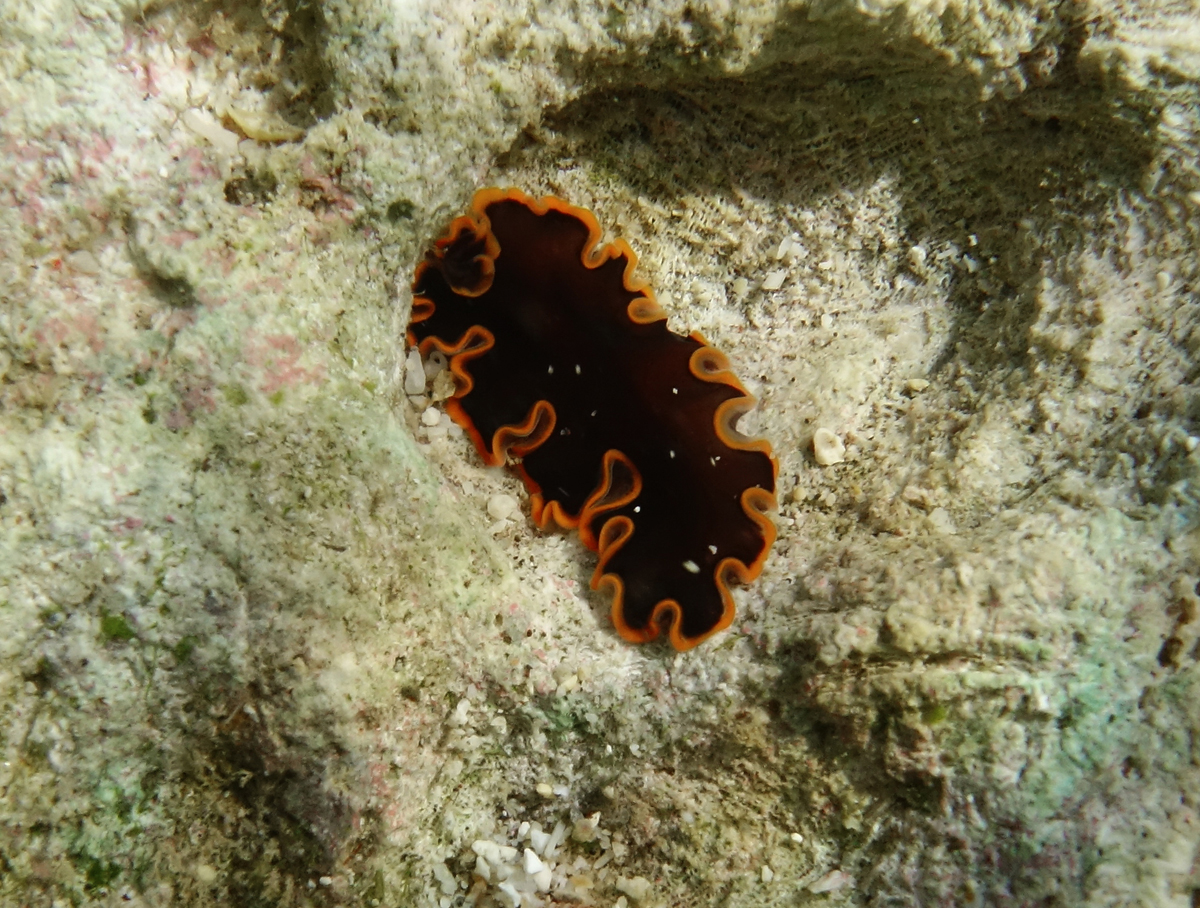
Pseudobiceros periculosus
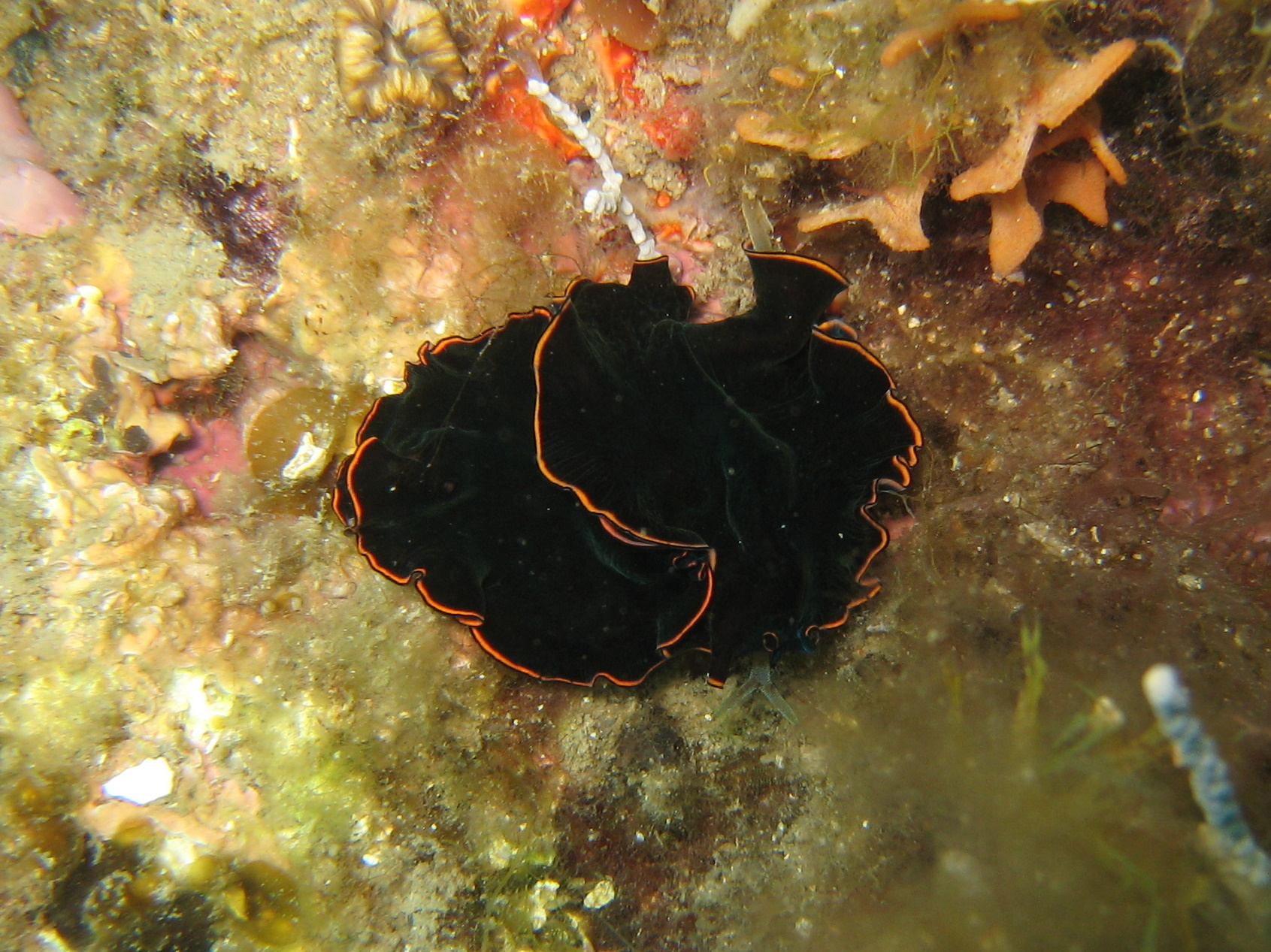
Pseudobiceros splendidus
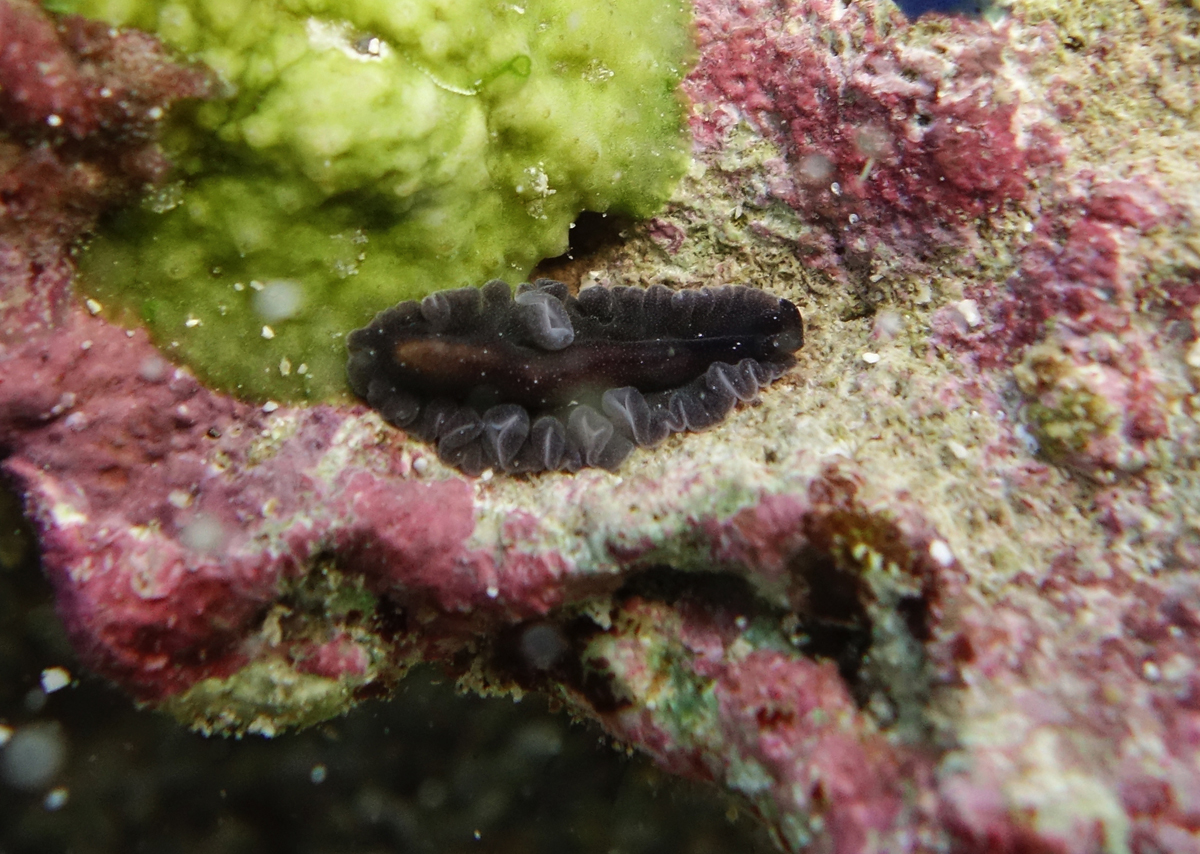
Pseudobiceros stellae
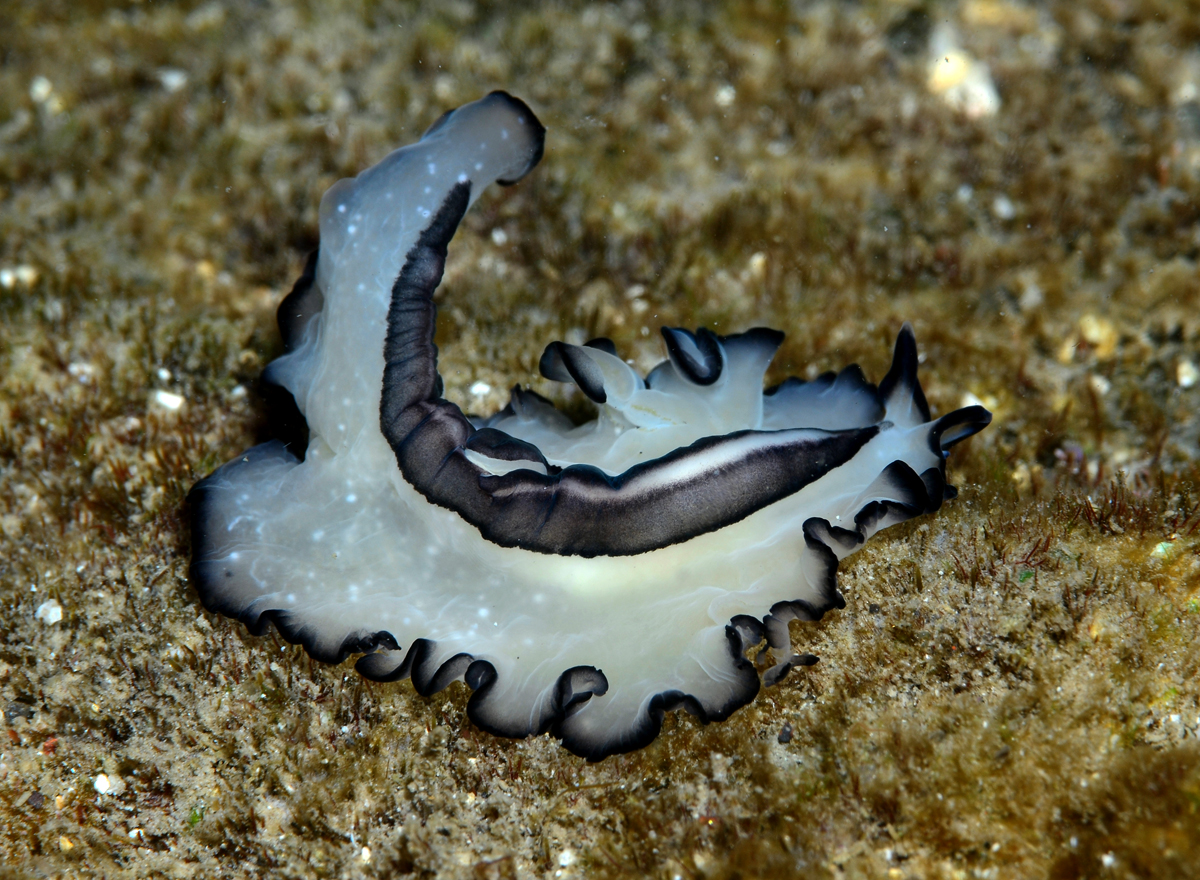
Pseudobiceros strigosus
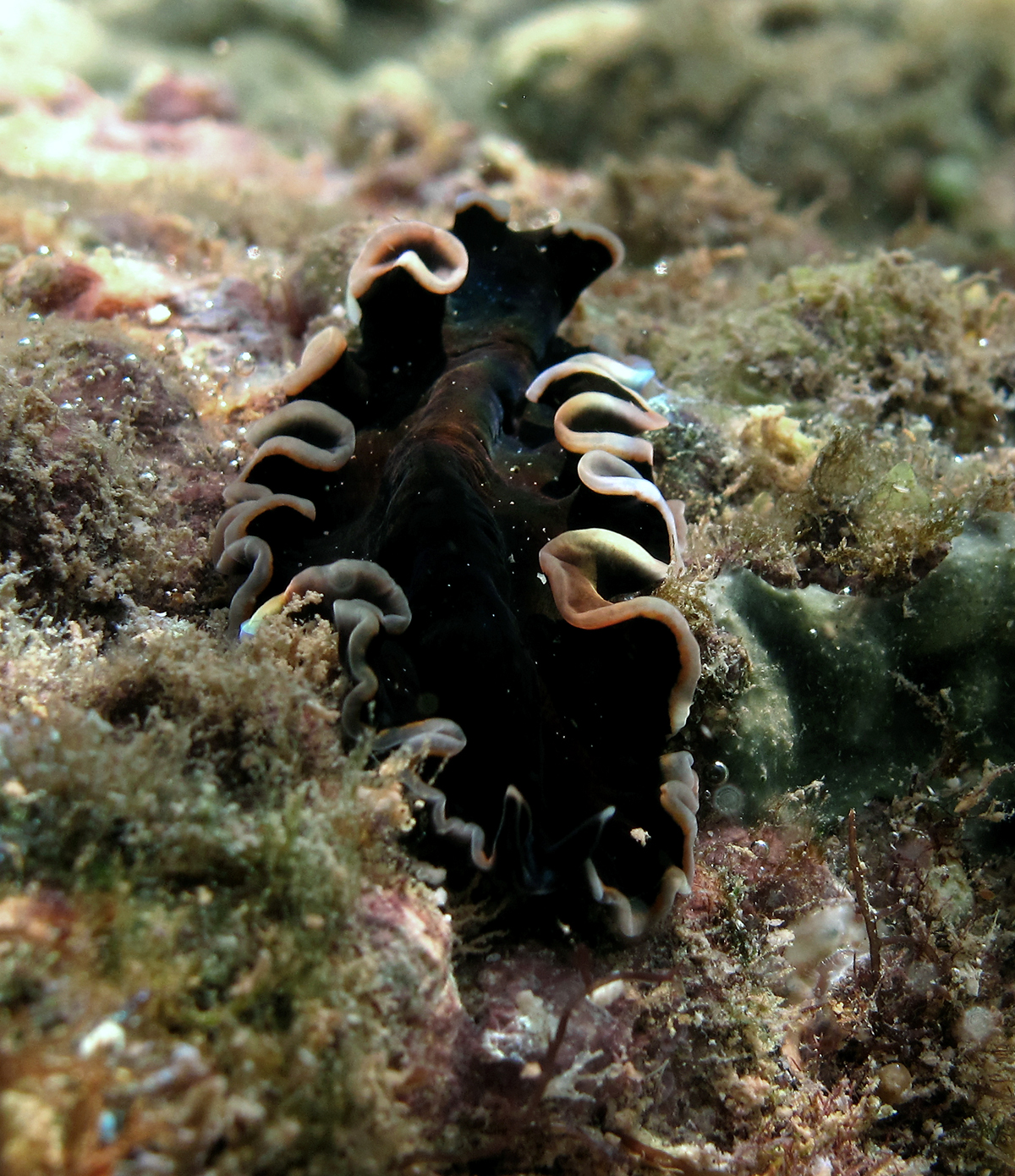
Pseudobiceros uniarborensis
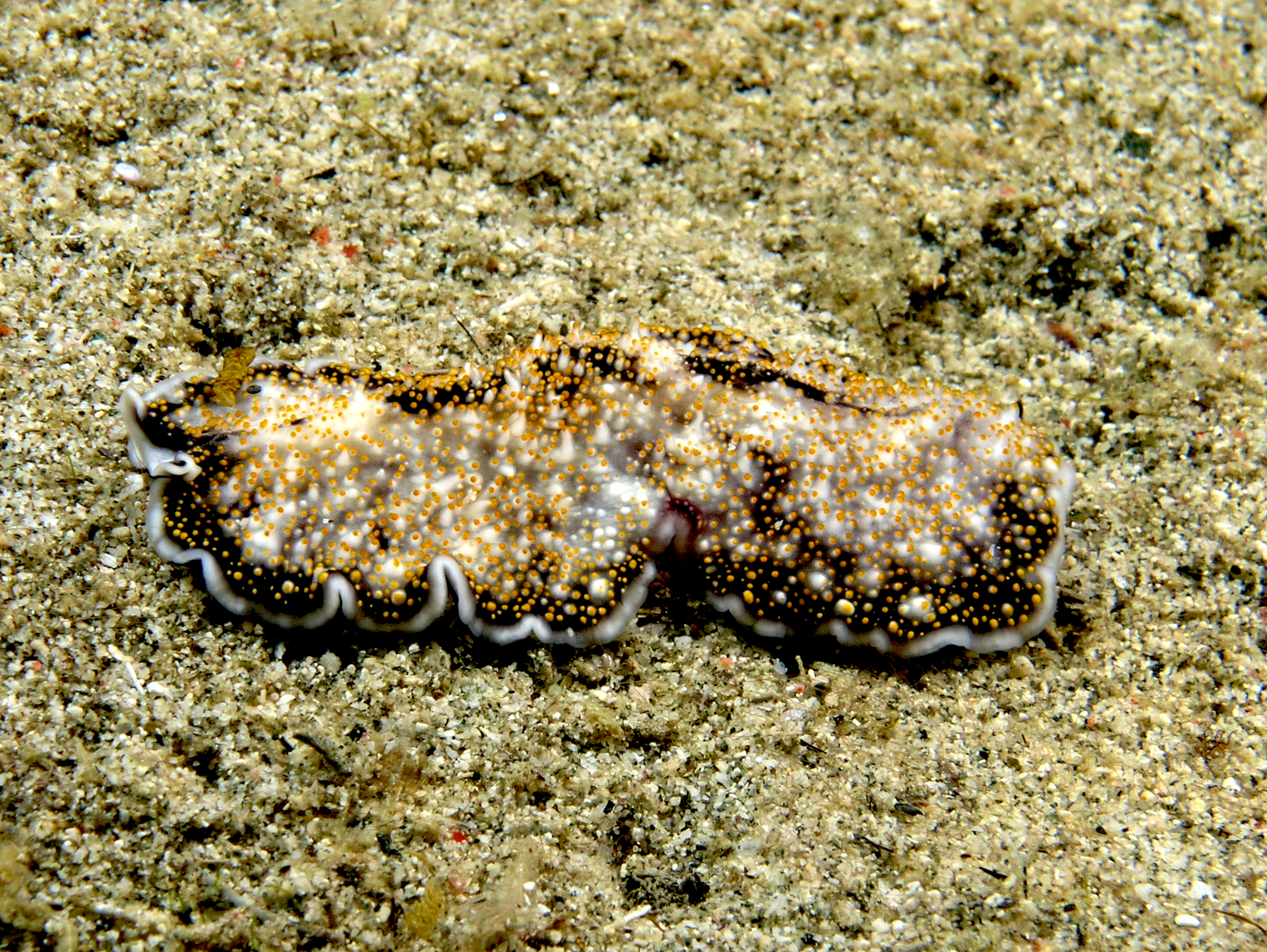
Pseudobiceros sp.
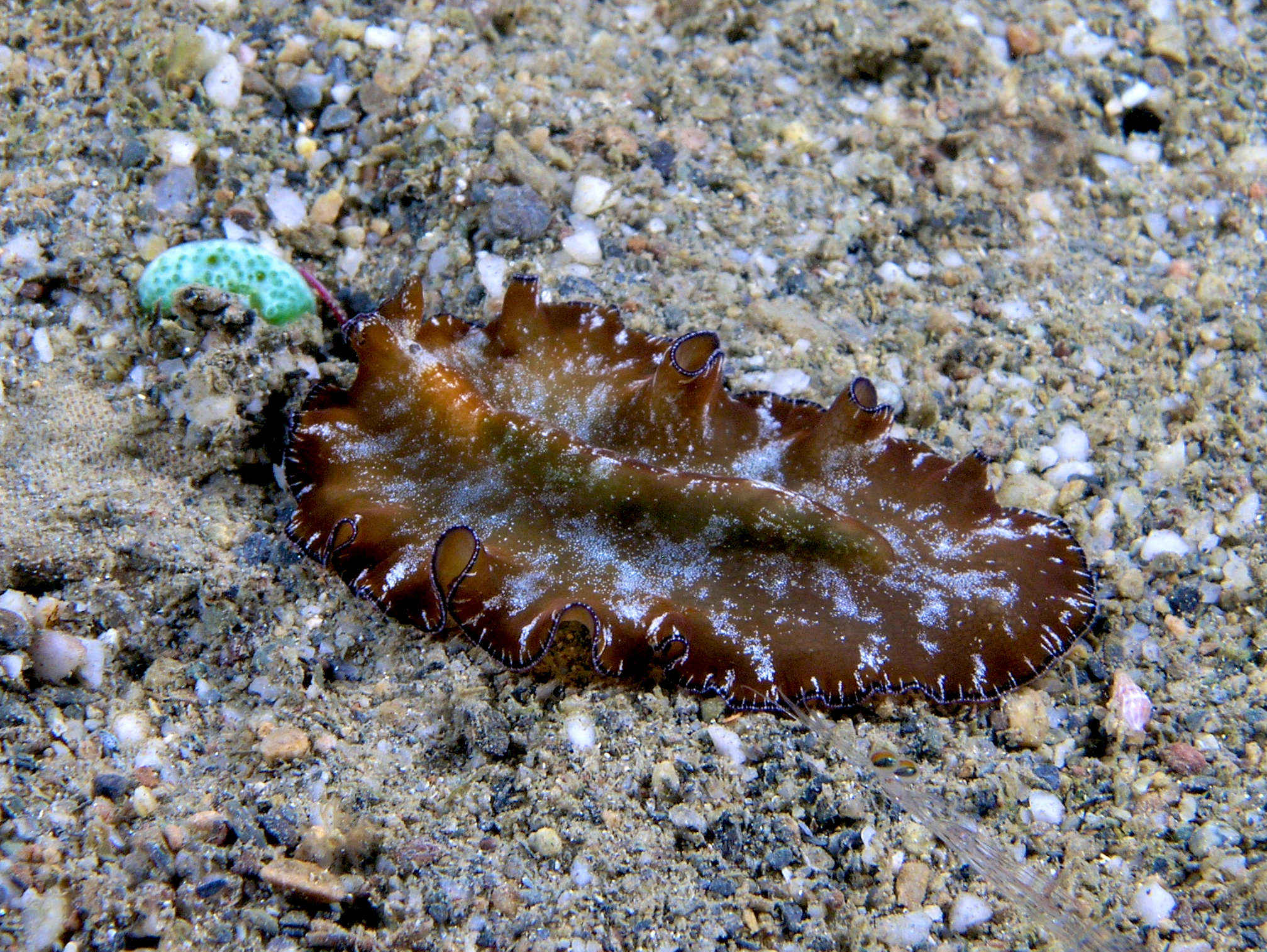
Pseudobiceros sp.
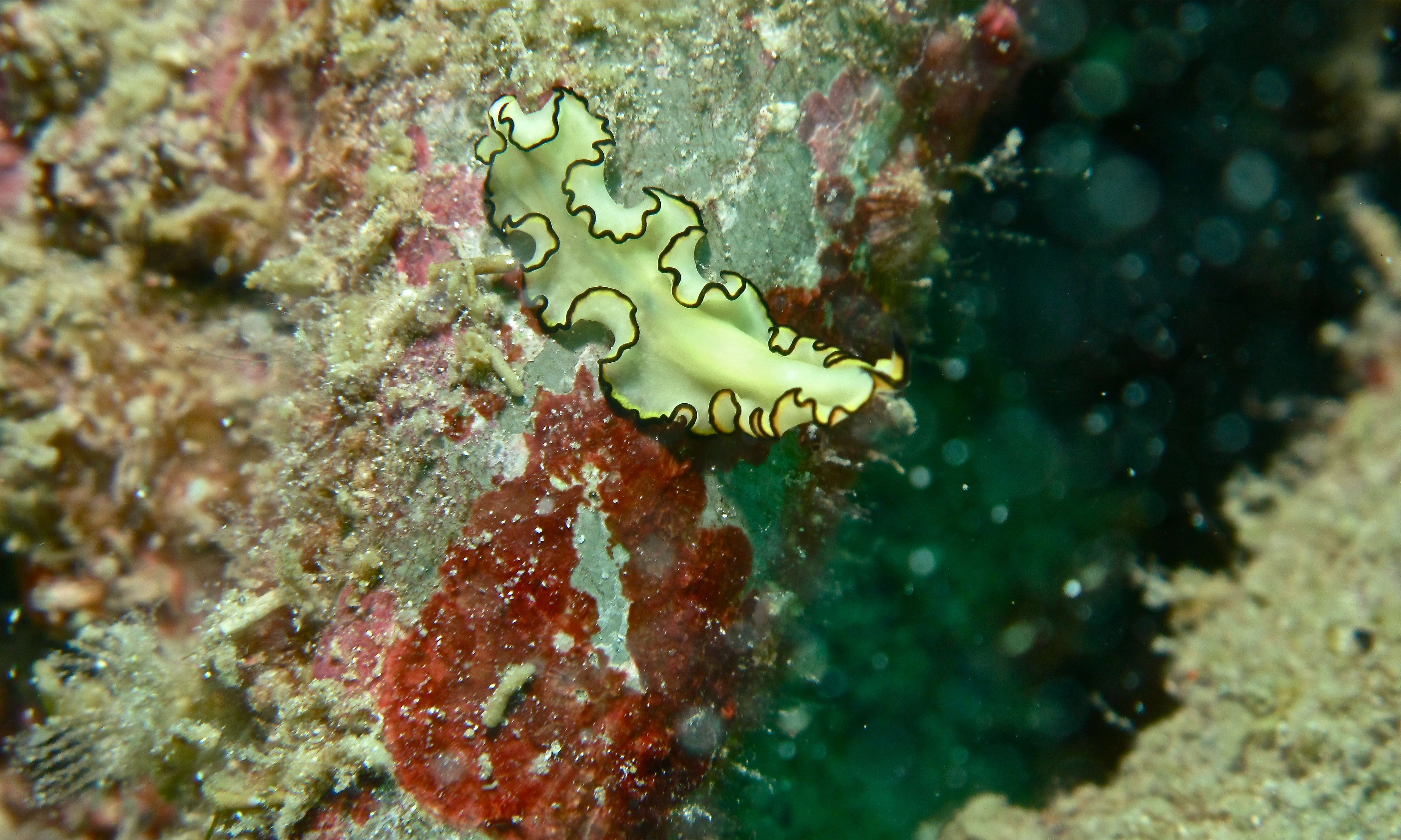
Pseudobiceros sp.
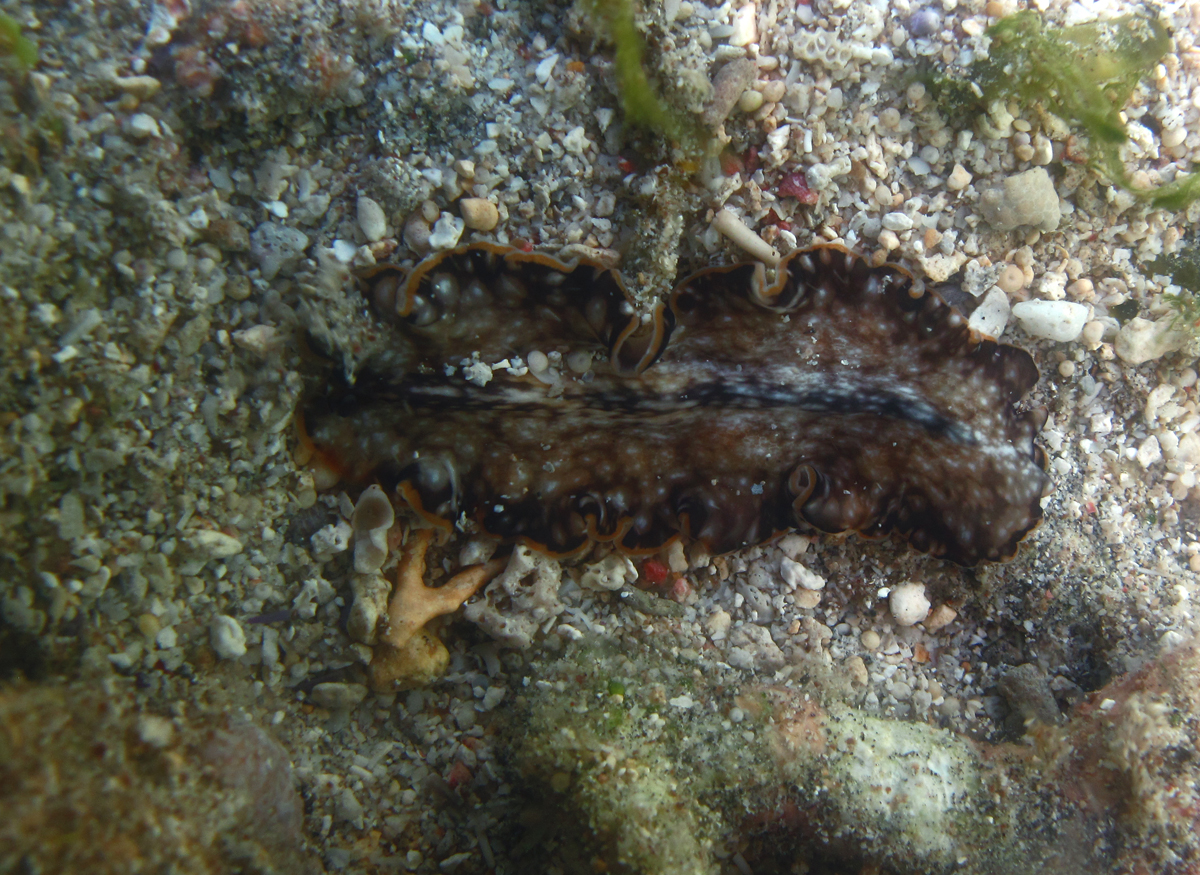
Pseudobiceros sp.
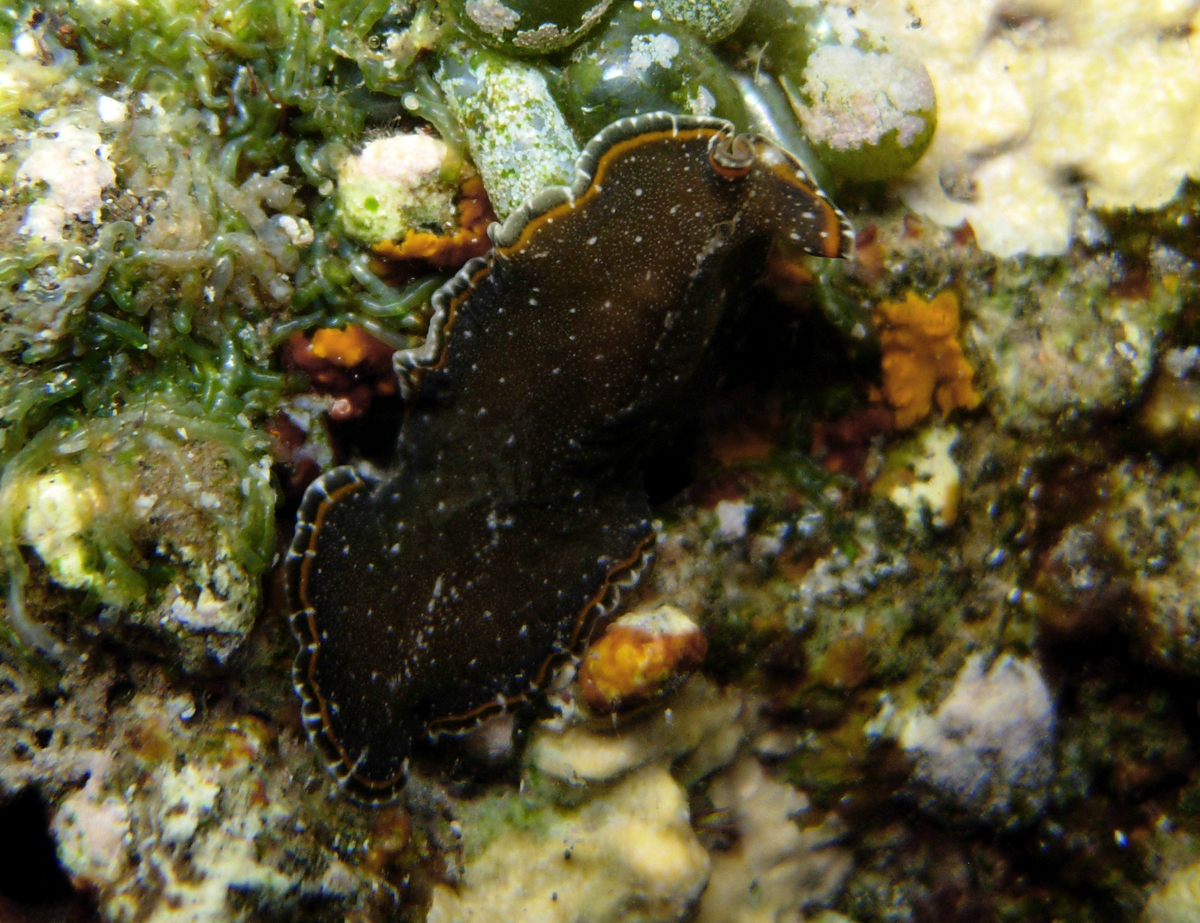
Pseudobiceros sp.